# Zavrelimyia berberi
Zavrelimyia berberi är en tvåvingeart som beskrevs av Ernst Josef Fittkau 1962. Zavrelimyia berberi ingår i släktet Zavrelimyia och familjen fjädermyggor. Inga underarter finns listade i Catalogue of Life.